# Wellstegträger
Als Wellstegträger bezeichnet man Träger für weitgespannte Dach- und Deckenkonstruktionen, deren massiver Ober- und Untergurt durch einen leichtgewichtigen Steg aus Sperrholz oder Stahlblech miteinander verbunden bzw. auf Abstand gehalten werden. Um ein Beulen des dünnen Stegs zu vermeiden, wird dieser wellenförmig verlegt.

## Wellstegträger aus Stahl
Wellstegträger sind geschweißte Blechträger, mit denen sich ähnliche Traglasten und Spannweiten erreichen lassen, wie mit Fachwerkträgern. Durch den wellenförmigen Verlauf des Steges wird sichergestellt, dass vor Erreichen der plastischen Grenzlast des Steges kein Versagen durch seitliches Ausweichen des Steges (Knicken bzw. Beulen) auftritt.

## Wellstegträger aus Holz
Holzgurt-Träger mit wellenförmig eingeleimten Sperrholzstegen in I-Form oder kastenförmig mit parallel verlaufenden Gurthölzern bis zu einer Höhe von 80 cm.
Ähnliche weitspannende Dach- und Deckenkonstruktionen aus Holz lassen sich mit Kielsteg Holzbauelementen oder dem Trapezstegelement herstellen.